# Shari Weiser
Shari Weiser (* 20. Jahrhundert) ist eine US-amerikanische Schauspielerin.
Aufgrund ihrer Kleinwüchsigkeit schlüpfte sie 1986 unter anderem in die Rolle des Zwergs Hoggle in dem Film Die Reise ins Labyrinth. Ebenfalls 1986 hatte sie eine Rolle im Film-Musical Babes in Toyland. Weiter wirkte sie in der Sesam-Straße Geschichte Diesem Vogel folgen 1985 als Marie Dodo mit.
Sie lebt mit Ehemann Lee im US-Bundesstaat Kalifornien.